# Quentin Lafargue
Pour les articles homonymes, voir Lafargue.
Quentin Lafargue, né le 17 novembre 1990 à Mazères (Gironde), est un coureur cycliste sur piste et entraineur français, spécialisé dans les épreuves de vitesse. Il est notamment champion du monde du kilomètre en 2019.

## Biographie
Quentin Lafargue, athlète d'un mètre 83, est un spécialiste des disciplines de vitesse sur piste. En 2006, il remporte son premier titre national en vitesse individuelle dans la catégorie des cadets. En 2007, il est champion d'Europe juniors en vitesse par équipes. L'année suivante, il fait partie de la génération du sprint français qui domine la catégorie des juniors. Il devient triple champion du monde juniors au Cap en vitesse individuelle, vitesse par équipes et sur le kilomètre contre-la-montre. La même année, il est également triple champion d'Europe juniors dans les mêmes disciplines. 
Lors des championnats du monde de cyclisme sur piste 2010 à Ballerup, Lafargue est 13e du tournoi de vitesse. L'année suivante aux championnats du monde, il est sixième du kilomètre contre-la-montre. En 2011, il remporte trois titres nationaux sur le kilomètre, le keirin et en vitesse. En 2012, il est champion d'Europe du kilomètre espoirs, vice-champion d'Europe de vitesse par équipes (avec Julien Palma et Charlie Conord) et champion de France du keirin. De 2014 à 2016, il remporte le titre national en vitesse.
En 2015, à domicile, il obtient la médaille de bronze du tournoi de vitesse des mondiaux remporté par son compatriote Grégory Baugé. C'est sa première médaille mondiale chez les élites. Il est l'année suivante à nouveau médaillé de bronze aux mondiaux, mais cette fois sur l'épreuve du kilomètre.
En 2016, il devient à domicile, champion d'Europe du kilomètre. Il s'agit de son premier titre international chez les élites.
Lors des championnats du monde de cyclisme sur piste 2017 à Hong Kong, il obtient la médaille d'argent dans l'épreuve du kilomètre (derrière François Pervis), à égalité avec Tomáš Bábek, car les deux coureurs ont terminé en même temps les quatre tours. En vitesse par équipes, il remporte le bronze avec Benjamin Édelin et Sébastien Vigier. 
Au mois d'août 2018, Quentin Lafargue participe aux championnats de France de cyclisme sur piste. Il se classe deuxième du championnat de France du kilomètre derrière Michaël D'Almeida (mais devant Sébastien Vigier et François Pervis). Il termine aussi troisième de l'épreuve de vitesse individuelle et deuxième du keirin en clôture de la compétition.
Début 2019, il devient pour la première fois  champion du monde du kilomètre, et obtient l'argent en vitesse par équipes. Aux championnats de France, il est champion de France du kilomètre devant Michael D'Almeida et François Pervis. En octobre, il devient champion d'Europe du kilomètre, réalisant le triplé mondiaux/Europe/France sur cette discipline.
En septembre 2020, tout en continuant à s'entrainer pour le kilomètre, il annonce rejoindre l'équipe de France d'endurance, dans le but de participer à la poursuite par équipes aux Jeux olympiques de 2024 à Paris. Il remporte l'or de la poursuite par équipes aux championnats d'Europe de 2022 et le bronze aux championnats d'Europe de 2023. Toujours en 2023, il est sélectionné pour participer aux championnats du monde au cours de l'été, mais une chute à l'entrainement l'empêche de participer à l'épreuve de poursuite par équipes dans laquelle il était engagé. En juin 2024, il annonce qu'il n'est pas sélectionné comme membre du quatuor français pour les Jeux olympiques de Paris et qu'il arrête sa carrière à l'issue de cette saison.
En mars 2025, il est nommé comme entraîneur principal du groupe vitesse en équipe de France, à la place de Grégory Baugé,.

## Palmarès

### Championnats du monde
| Édition / Épreuve              | Kilomètre | Keirin | Vitesse individuelle | Vitesse par équipes                        |
| Aguascalientes 2007 (juniors)  |           |        |                      | Argent                                     |
| Le Cap 2008 (juniors)          | Or        |        | Or                   | Or (avec Charlie Conord et Thierry Jollet) |
| Pruszkow 2009                  | 9e        |        |                      |                                            |
| Copenhague 2010                | 14e       |        |                      |                                            |
| Apeldoorn 2011                 | 6e        |        |                      |                                            |
| Melbourne 2012                 | 6e        |        |                      |                                            |
| Minsk 2013                     | 12e       |        | 1/16es de finale     |                                            |
| Saint-Quentin-en-Yvelines 2015 | 4e        |        | Bronze               |                                            |
| Londres 2016                   | Bronze    |        | 19e                  |                                            |
| Hong Kong 2017                 | Argent    | 13e    |                      | Bronze                                     |
| Apeldoorn 2018                 | 4e        | 25e    |                      | Bronze                                     |
| Pruszków 2019                  | Or        |        |                      | Argent                                     |
| Berlin 2020                    | Argent    |        |                      | 4e                                         |

### Coupe du monde
- 2008-2009
  - 3e du kilomètre à Copenhague
- 2012-2013
  - 3e du kilomètre à Cali

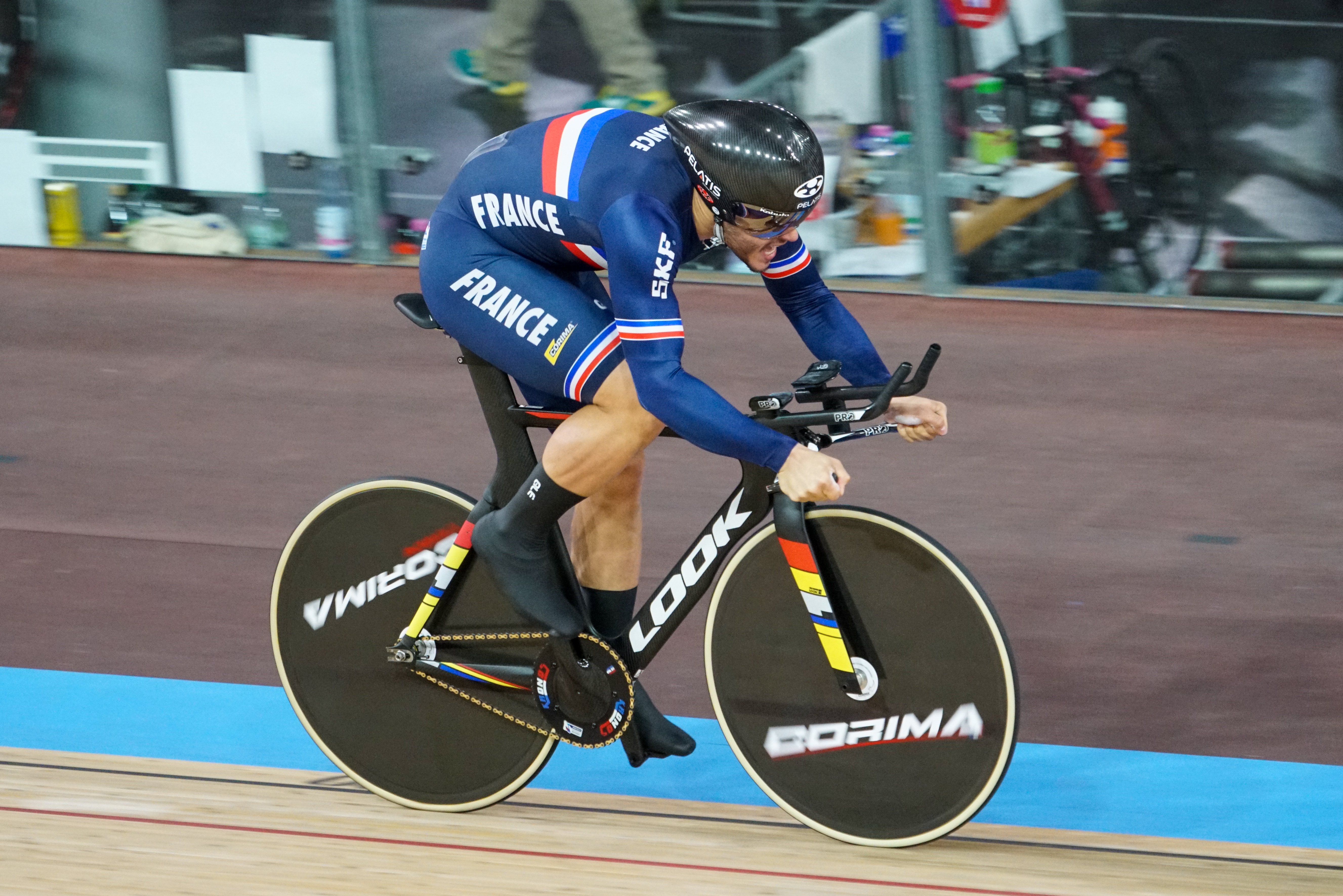
Lafargue sur le kilomètre des mondiaux 2020.

  - 3e de la vitesse par équipes à Glasgow
- 2014-2015
  - 1er de la vitesse par équipes à Cali (avec Kévin Sireau et Grégory Baugé)
- 2016-2017
  - 2e de la vitesse par équipes à Glasgow
  - 2e de la vitesse par équipes à Apeldoorn
- 2017-2018
  - 2e de la vitesse  par équipes à Pruszków
- 2018-2019
  - 2e du kilomètre à Berlin
  - 2e du keirin à Cambridge
  - 3e de la vitesse par équipes à Cambridge
- 2019-2020
  - 1er de la vitesse par équipes à Milton (avec Florian Grengbo et Quentin Caleyron)

### Coupe des nations
- 2021
  - 2e du kilomètre à Saint-Pétersbourg
- 2023
  - 2e de la poursuite par équipes au Caire

### Championnats d'Europe
| Édition / Épreuve                | Kilomètre | Keirin | Vitesse individuelle | Vitesse par équipes                           | Poursuite par équipes                        |
| Cottbus 2007 (juniors)           |           |        |                      | Or (avec Charlie Conord et Thierry Jollet)    |                                              |
| Pruszkow 2008 (juniors)          | Or        |        | Or                   | Or (avec Charlie Conord et Thierry Jollet)    |                                              |
| Minsk 2009 (espoirs)             | 5e        | 8e     |                      |                                               |                                              |
| Saint-Pétersbourg 2010 (espoirs) | Or        | Argent | 8e                   |                                               |                                              |
| Anadia 2011 (espoirs)            | Or        | 5e     | 7e                   |                                               |                                              |
| Anadia 2012 (espoirs)            | Or        |        | 6e                   | Argent                                        |                                              |
| Apeldoorn 2013                   |           | 6e     |                      |                                               |                                              |
| Baie-Mahault 2014                | Bronze    | 10e    |                      |                                               |                                              |
| Saint-Quentin-en-Yvelines 2016   | Or        |        | 6e                   |                                               |                                              |
| Berlin 2017                      | Bronze    |        |                      | Or (avec Benjamin Edelin et Sébastien Vigier) |                                              |
| Glasgow 2018                     | 4e        | 4e     |                      | Argent                                        |                                              |
| Apeldoorn 2019                   | Or        |        |                      | Bronze                                        |                                              |
| Munich 2022                      | 7e        |        |                      |                                               | Or (avec Denis, Boudat, Tabellion et Thomas) |
| Granges 2023                     |           |        |                      |                                               | Bronze                                       |

### Jeux européens
| Édition / Épreuve | Vitesse par équipes                    |
| Minsk 2019        | Argent (avec Caleyron, Helal et Baugé) |

### Championnats de France
| - 2005 - 2e de la vitesse cadets - 2006 - Champion de France de vitesse cadets - 2007 - 2e de la vitesse juniors - 2e du kilomètre juniors - 2008 - Champion de France du kilomètre juniors - 2e de la vitesse juniors - 2009 - 2e du kilomètre - 2010 - Champion de France du kilomètre - 3e du keirin - 2011 - Champion de France du kilomètre - Champion de France du keirin - 2e de la vitesse - 2012 - Champion de France du keirin - 3e du kilomètre - 2013 - Champion de France du keirin - 2e de la vitesse - 3e du kilomètre - 2014 - Champion de France de vitesse - 3e du kilomètre | - 2015 - Champion de France de vitesse - 2016 - Champion de France du kilomètre - Champion de France de vitesse - 2e du keirin - 2017 - 3e du kilomètre - 2018 - 2e du kilomètre - 2e du keirin - 3e de la vitesse - 2019 - Champion de France du kilomètre - 2e du keirin - 2021 - Champion de France de l'élimination - Champion de France du kilomètre - 2022 - 2e de l'élimination - 3e du kilomètre - 2023 - 2e de l'américaine - 3e du kilomètre - 2024 - 2e de l'américaine |